# Route européenne 82
Pour les articles homonymes, voir E82 et Route 82.
La route européenne 82 (E82) est une route reliant Porto à Tordesillas.